# Asplenium colubrinum
Asplenium colubrinum är en svartbräkenväxtart som beskrevs av Christ. Asplenium colubrinum ingår i släktet Asplenium och familjen Aspleniaceae. Inga underarter finns listade.